# I liga 1951-1952 (pallacanestro maschile)
La I liga 1951-1952 è stata la 18ª edizione del massimo campionato polacco di pallacanestro maschile. La vittoria finale è stata ad appannaggio dello Spójnia Łódź.

## Risultati

### Stagione regolare
|     | Squadra           | G  | V  | P  | PF   | PS   | Pt. |
| --- | ----------------- | -- | -- | -- | ---- | ---- | --- |
| 1.  | Spójnia Łódź      | 20 | 16 | 4  | 1019 | 880  | 36  |
| 2.  | Gwardia Cracovia  | 20 | 14 | 6  | 989  | 804  | 34  |
| 3.  | Legia Varsavia    | 20 | 12 | 8  | 1102 | 902  | 32  |
| 4.  | Cracovia Cracovia | 20 | 12 | 8  | 877  | 851  | 32  |
| 5.  | Warta Poznań      | 20 | 10 | 10 | 923  | 991  | 30  |
| 6.  | ŁKS Łódź          | 20 | 9  | 11 | 948  | 934  | 29  |
| 7.  | AZS Varsavia      | 20 | 9  | 11 | 903  | 969  | 29  |
| 8.  | Kolejarz Ostrów   | 20 | 8  | 12 | 869  | 924  | 28  |
| 9.  | Polonia Varsavia  | 20 | 8  | 12 | 925  | 1010 | 28  |
| 10. | Lech Poznań       | 20 | 7  | 13 | 785  | 875  | 27  |
| 11. | Spójnia Danzica   | 20 | 5  | 15 | 754  | 1054 | 25  |

| I liga 1951-1952       |
| ---------------------- |
| Spójnia Łódź 2º titolo |

## Formazione vincitrice
| N° | Naz.               | Ruolo | Sportivo            |  | Alt. |  |
| -- | ------------------ | ----- | ------------------- |  | ---- |  |
|    | Polonia (bandiera) |       | Brzozowski          |  |      |  |
|    | Polonia (bandiera) |       | W. Chrzanowski      |  |      |  |
|    | Polonia (bandiera) |       | Jerzy Dowgird       |  |      |  |
|    | Polonia (bandiera) |       | J. Florkowski       |  |      |  |
|    | Polonia (bandiera) |       | Gromólski           |  |      |  |
|    | Polonia (bandiera) |       | Kajetan Hądzelek    |  |      |  |
|    | Polonia (bandiera) |       | Henschel            |  |      |  |
|    | Polonia (bandiera) |       | H. Jaskółowski      |  |      |  |
|    | Polonia (bandiera) |       | Władysław Kasiński  |  |      |  |
|    | Polonia (bandiera) |       | Sł. Kołacz          |  |      |  |
|    | Polonia (bandiera) |       | Władysław Madej     |  |      |  |
|    | Polonia (bandiera) |       | Zdzisław Michalak   |  |      |  |
|    | Polonia (bandiera) |       | Janusz Mokwiński    |  |      |  |
|    | Polonia (bandiera) |       | Mieczysław Pawlak   |  |      |  |
|    | Polonia (bandiera) |       | Stefan Płacheciński |  |      |  |
|    | Polonia (bandiera) |       | Zb. Płaszewski      |  |      |  |
|    | Polonia (bandiera) | A     | Bohdan Przywarski   |  | 183  |  |
|    | Polonia (bandiera) |       | Bolesław Skrodzki   |  |      |  |
|    | Polonia (bandiera) |       | R. Szor             |  |      |  |
|    | Polonia (bandiera) | All.  | Jerzy Dowgird       |  |      |  |